# Aleilton Fonseca
Aleilton Santana da Fonseca (Firmino Alves, 21 de julho de 1959) é um poeta, ficcionista, ensaísta, e professor universitário brasileiro. Membro da Academia de Letras da Bahia, ocupando a cadeira n.º 20, tendo como patrono Augusto Teixeira de Freitas.

## Biografia
Aleilton Santana da Fonseca nasceu em Itamirim, local hoje conhecido como Firmino Alves. Passou a infância e a adolescência em Ilhéus, estado da Bahia, onde cursou até o primeiro ano do segundo grau, e começou a escrita ainda quando estudante do segundo grau, leitor assíduo de poemas, romances e crônicas. Publicou seus primeiros textos em jornais.
Em 1977, ingressou na Escola Média de Agropecuária Regional da Comissão Executiva do Plano da Lavoura Cacaueira (CEPLAC), a EMARC - Uruçu, onde se formou em técnico agrimensor, mas nunca foi buscar o diploma. Nesse mesmo ano começou a publicar os primeiros contos e poemas no Jornal da Bahia, de Salvador, tendo vencido três vezes o Concurso Permanente de Contos, também chegando a publicar no Suplemento A Tarde/Novela, no Jornal A Tarde. Passou, então, a assinar a coluna "Entre Aspas", no Jornal da Manhã . Aos 18 anos, saiu a sua primeira entrevista no Jornal da Bahia, quando foi apresentado por Adinoel Motta Maia como um novo escritor que surgia no Sul da Bahia. No mesmo ano venceu o prêmio de contos da Editora Grafipar, do Paraná. No ano de 1979, ingressou no curso de Letras na Universidade Federal da Bahia (UFBA), e se transferiu para Salvador. Ainda no mesmo ano, organizou o primeiro livro de poesia, e recebeu menção honrosa no curso Prêmio Literário da Universidade Federal da Bahia, em 1980. Foi selecionado para abrir a série de poesia da Coleção dos Novos, da Fundação Cultural do Estado da Bahia.
Em 1981, publicou o primeiro livro "Movimento de Sondagem", através da Fundação Cultural do Estado da Bahia, através dessa obra ganhou a atenção do poeta Carlos Drummond de Andrade, Drummond escreveu uma carta para Aleilton. Tem chamado também a atenção de Rubem Braga, que fez publicação de dois dos poemas de Aleilton, na coluna "A poesia é necessária", na Revista Nacional.
Começou a lecionar português no ensino fundamental, criando uma oficina literária, em que muitas das produções eram publicadas em murais, em coletâneas e em suplementos nas colunas infantojuvenis de jornais, como por exemplo o JOBA, do extinto Jornal da Bahia. Concluiu o curso de letras e passou a lecionar Literatura e Língua Portuguesa. Em 1984 passou a ser professor do Curso de Letras da Universidade Estadual do Sudoeste da Bahia. Transferindo-se para a cidade de Vitória da Conquista, publicou o livro de poemas "O espelho da consciência". Em 1988, especializou-se em literatura brasileira. Ao ingressar no Mestrado em Letras, na Universidade Federal da Paraíba, fixou residência com a família em João Pessoa.
Publicou o primeiro livro, "Movimento de Sondagem", através da Fundação Cultural da Bahia, em 1981, e recebeu entre outros a atenção de Carlos Drummond de Andrade, que logo escreveu-lhe uma carta de incentivo, e também tem recebido a atenção de Rubem Braga, que publicou dois de seus poemas na coluna "A Poesia é Necessária", na Revista Nacional, semanário que circulava encartado nos principais jornais das capitais.
É membro da União Brasileira de Escritores (UBE) - São Paulo e do PEN Clube do Brasil.
Em 1996 retornou a Salvador, onde fixou residência e concorreu ao certame Prêmios Culturais de Literatura, da Fundação Cultural do Estado da Bahia, com o livro Jaú dos Bois, e ficou entre os vencedores, no 3º lugar, publicado pela Relume Dumará, do Rio de Janeiro, em 1997. Em 2001 publicou o livro de contos "O desterro dos Mortos". Nesse mesmo ano, recebeu o Prêmio Nacional Herberto Sales, da Academia de Letras da Bahia, com o livro "O canto da Alvorada", publicado em 2003. Em 2003 lecionou como professor convidado na Universidade Artois (França), fez palestras e apresentou trabalhos nas universidades Sorbonne Nouvelle, Nanterre, Artois, Rennes, Toulouse Le Mirail, Nantes, e ELTE (Budapeste), bem como tem participado de diversos eventos universitários e culturais em vários estados do país. O livro "O canto da Alvorada" ganhou a segunda edição em 2014, pela Editora José Olympio. No ano de 2005, co-oganizou (com o escritor Cyro de Mattos) o livro "O Triunfo de Sosígenes Costa": estudos, depoimentos, antologia (Ilhéus: Editus, Feira de Santana, UEFS Editora, 2005), e recebeu o Prêmio Marcos Almir Madeira 2005, da União Brasileira de Escritores.
Foi homenageado pelo Lycée des Arènes, com uma exposição de trabalhos de alunos sobre o livro "Les Marques du Feu", em Toulouse, na França, ao completar 50 anos, e na Bahia foi homenageado pela IL-UFBA, com um seminário crítico, em 2009. Recebeu pela Academia Brasileira de Letras a Medalha Euclides da Cunha, como um dos destacados de livros e conferências sobre Os Sertões, pois Aleilton Fonseca publicou nesse ano o livro O Pêndulo de Euclides, com repercussão na imprensa e nos meios literários. Nesse mesmo ano, o romance "Nhô Guimarães" foi adaptado para o teatro e encenado em Salvador e outras cidades.
Em 2013 recebeu o título de Professor de Honor de Humanidade, da Universidad del Norte, em Assunção. Em 2014, recebeu a Comenda Luiz Vaz de Camões, outorgada pelo Núcleo de Letras e Artes de Lisboa, no Gabinete Português de Leitura da Bahia, e também recebeu a Comenda do Mérito Cultural, categoria Júnior, outorgada pelo Governo do Estado da Bahia. Seus livros têm sido estudados em cursos de graduação e pós-graduação, contando com algumas dissertações de mestrado e teses de doutorado concluídas ou em andamento.
Em 2023, lançou o  livro de contos "Sonhos de Viver".

## Pandemia
Durante na quarentena devido a pandemia da COVID-19, em 2020, publicou o livro "A terra em pandemia". A obra é composta por um longo poema, que narra a trajetória do Coronavírus, que acarretou milhares de mortes em diversos países.
Trata-se de 620 versos em 62 estrofes.

### Finalista do Prêmio Jabuti
Na categoria poesia, foi finalista do Prêmio Jabuti 2021, com a obra "A terra em pandemia.

## Acadêmico
Aleilton Fonseca é eleito à Academia de Letras da Bahia,  em 12 de agosto de 2004 e tomou posse em 15 de abril de 2005, foi recebido pelo Ruy Espinheira Filho, no salão nobre da sede da academia, ocupando assim a cadeira de n.º 20, que tem como patrono Augusto Teixeira de Freitas. Em  19 de abril de 2011, se tornou membro da Academia de Letras de Itabuna. Em 9 de dezembro de 2016, tomou posse da Academia de Letras de Ilhéus, assim ocupando a cadeira de n.º 24, que pertenceu a Hélio Pólvora.

## Obras
- 1981: Movimento de Sondagem;
- 1984: O espelho da Consciência;
- 1994: teoria Particular (Mas Nem Tanto) do Poema - Ou Poética Feita em Casa;
- 1996: Enredo Romântico, Música do Fundo, manifestações Lúdico-Musicais no Romance Urbano do Romantismo (ensaio);
- 1996: Oitenta: Poesias e Prosa. Coletânea Comemorativa dos "15 Anos dos Novos";
- 1997: Jaú dos Bois e Outros Contos;
- 2000: Rotas e Imagens: Literatura e Outras Viagens;
- 2001: O desterro dos mortos;
- 2003: O Canto da Alvorada;
- 2004: O triunfo de Sosígenes Costa;
- 2006: As Formas do Barro & Outros Poemas;
- 2006: Nhô Guimarães;
- 2007: Todas as Casas (conto);
- 2008: Les Marques du feu et Autres nouvelles de Bahia;
- 2008: Guimarães Rosa, écrivain brésilien centenaire;
- 2008: Tradução de Dominique Stoenesco);
- 2008: O Olhar de Castro Alves (ensaios críticos de literatura baiana);
- 2009: O Pêndulo de Euclides (romance);
- 2009: Cantos e Recantos da Cidade. Vozes do Lirismo Urbano (Junto com Rosana Ribeiro Patricio);
- 2010: A Mulher dos Sonhos e Outras Histórias de Humor (conto);
- 2012: Memorial dos Corpos Sutis (novela);
- 2012: As Marcas da Cidade (conto);
- 2012: Sosígenes Costa os melhores Poemas;
- 2012: O Arlequim da Pauliceia. Imagens de São Paulo na Poesia de Mário de Andrade;
- 2012: Um Rio nos Olhos/Une rivière dans les yeux;
- 2012: Jorge Amado nos Terreiros da Ficção (ensaio) (Organização: Myriam Fraga, Aleilton Fonseca e Evelina Hoisel);
- 2013: Jorge Amado: Cem Anos Escrevendo o Brasil (ensaio) (Organização: Myriam Fraga, Aleilton Fonseca e Evelina Hoisel);
- 2013: Un Río en Los Ojos;
- 2014: Jorge Amado: Cacau a Volta ao Mundo em 80 anos (ensaio);
- 2020: A terra em pandemia, Editora Mondrongo
- 2023: Sonhos de Viver (Contos), Editora Caramurê